# Брюллендер-Зе
Брюллендер-Зе (нем. Brüllender See) — высокогорное озеро в горах Фервальгруппе на западе Австрии. Располагается на территории округа Блуденц в федеральной земле Форарльберг. Относится к бассейну реки Фербеллабах, правого притока Илля.
Брюллендер-Зе представляет собой проточное озеро, находящееся на высоте 2322 м над уровнем моря в урочище Фербелла у горы Шроттенкопф на северо-востоке общины Гашурн. Площадь озера составляет около 2,8 га.
С востока на северо-запад озеро пересекает среднее течение ручья Брюллендер-Зебах (нем. Brüllender Seebach), левого притока Фербеллабаха.
Вода в озере очень мягкая (0,9 °dH), слабощелочная (pH 7,4), с концентрацией кислорода — 8,3 мг/л.